# Monteverde (telenovela)
Monteverde es una telenovela mexicana de comedia dramática producida por Lucero Suárez para TelevisaUnivision, en el 2025. La telenovela está basada en la historia chilena de 2019 creada por Alejandro Cabrera, Isla Paraíso; siendo desarrollada por la propia Suárez y Jimena Merodio. Se estrenó a través de Las Estrellas, el 16 de junio de 2025 en sustitución de A.mar, donde el amor teje sus redes.
Está protagonizada por Gabriel Soto y África Zavala, junto con Cynthia Klitbo, Ana Patricia Rojo, Arturo Carmona, Paulette Hernandez y Marcelo Córdoba en los roles antagónicos, acompañados por Alejandro Ibarra, Óscar Bonfiglio, Mario Morán, Fernanda Urdapilleta, Aldo Guerra, Ara Saldivar, Christian Ramos y María Alicia Delgado.

## Trama
Carolina (África Zavala), quien está casada con un hombre que comete un fraude y la culpa, por lo que huye de su casa, con su hijo. La única solución que se le ocurre a Carolina en ese momento es ir a ver a su hermana gemela, Celeste (África Zavala), que es monja. Ella la única opción que le da es que intercambien lugares y Carolina se vaya al lugar donde la van a mandar.
Es así como llega al pueblo de Monteverde, un lugar donde sólo hay hombres gracias a Óscar León (Gabriel Soto), quien a raíz del abandono de su esposa le tiene mucha rabia a las mujeres y se niega a darles trabajo. Aquí, el padre Gabriel (Alejandro Ibarra) y la hermana Celeste consiguen a un grupo de mujeres para que habiten el sitio y cambien la dinámica del pueblo.

## Reparto
Una lista del reparto confirmado se publicó a través de la página web de People en Español el 26 de febrero de 2025.

### Principales
- Gabriel Soto como Oscar León
- África Zavala como Carolina Robles / Hermana Celeste
- Cynthia Klitbo como Gloria Domínguez
- Alejandro Ibarra como el padre Gabriel Farías
- Ana Patricia Rojo como Eva
- Arturo Carmona como Néstor Serrano
- Óscar Bonfiglio como Manuel Toro
- Mario Morán como Franco León
- Fernanda Urdapilleta como Lucía Cohen
- Aldo Guerra como Juan David Farías
- Ana Karen Parra como Angelina Salazar
- Ara Saldivar como Rosalía Gallegos
- Manuel Riguezza como Lucas Bandini
- Ximena Martínez como Juana «Juanita» Ortega
- Christian Ramos como Hugo Toro
- Claudia Acosta como Doris
- Archie Balardi como Cárcamo
- Paulette Hernandez como Julieta Torres
- María Alicia Delgado como la madre Gustava Río Seco
- Rodrigo Álvarez como Moisés León
- Mateo Juniel García como Andrés Rojas Robles
- Fernanda Bernal como Paulina
- Marcela Guzmán como Trinidad

### Recurrentes e invitados especiales
- Marcelo Córdoba como Carlos Rojas

## Producción
En enero de 2025, Gabriel Soto anunció que había sido elegido para el rol estelar en Monterverde y que la producción había celebrado su primera lectura de mesa. El 13 de febrero de 2025, África Zavala fue anunciada para el rol protagónico. La telenovela inició su rodaje el 26 de febrero de 2025 y también se anunció el resto del reparto. Originalmente, Juan Pablo Velasco fue elegido para interpretar a Andrés; sin embargo, tuvo que abandonar la telenovela debido a una bacteria en la cadera y fue sustituido por Mateo Juniel.